# Mannschaftskader der polnischen Mannschaftsmeisterschaft im Schach 1962
Die Liste der Mannschaftskader der polnischen Mannschaftsmeisterschaft im Schach 1962 enthält alle Spieler, die in der Endrunde der polnischen Mannschaftsmeisterschaft im Schach 1962 mindestens einmal eingesetzt wurden, mit ihren Einzelergebnissen.

## Allgemeines
Während Start Katowice mit neun eingesetzten Spielern auskam, spielten bei Legion Warszawa und Pogoń Wrocław je zwölf Spieler mindestens eine Partie. Insgesamt kamen 124 Spieler zum Einsatz, von denen mindestens 40 keinen Wettkampf versäumten. Punktbester Spieler war Bogdan Śliwa (KKSz Kraków) mit 9,5 Punkten aus 11 Partien. Henryk Fronczek (AKS Chorzów) erreichte 8,5 Punkte aus 11 Partien, je 8 Punkte aus 11 Partien erzielten Józef Stokłosa, Anna Jurczyńska (beide KKSz Kraków), Adam Dzięciołowski (Start Katowice), Romuald Grąbczewski, Bogdan Olejarczyk (beide Maraton Warszawa), Halina Szpakowska (Flota Gdynia) und Henryka Konarkowska (AZS Kraków).

## Legende
Die nachstehenden Tabellen enthalten folgende Informationen:
- Nr.: Ranglistennummer; ein zusätzliches „J“ bezeichnet Jugendliche, ein zusätzliches „W“ Frauen
- Pkt.: Anzahl der erreichten Punkte
- Partien: Anzahl der gespielten Partien

## KKSz Kraków
| Nr. | Name               | Pkt. | Partien |
| --- | ------------------ | ---- | ------- |
| 1   | Bogdan Śliwa       | 9,5  | 11      |
| 2   | Edward Arłamowski  | 4    | 11      |
| 3   | Zbigniew Węglowski | 5    | 11      |
| 4   | Tadeusz Ciejka     | 3    | 6       |
| 5   | Edward Knapczyk    | 4,5  | 6       |
| 6   | Józef Stokłosa     | 8    | 11      |
| 7   | Kazimierz Woźniak  | 4    | 5       |
| 8   | Jacek Ruszczycki   | 2,5  | 5       |
| J1  | Czesław Jędrzejek  | 7    | 11      |
| W1  | Anna Jurczyńska    | 8    | 11      |

## KS Start Katowice
| Nr. | Name                   | Pkt. | Partien |
| --- | ---------------------- | ---- | ------- |
| 1   | Wacław Łuczynowicz     | 3,5  | 7       |
| 2   | Wiktor Balcarek        | 7,5  | 11      |
| 3   | Adam Dzięciołowski     | 8    | 11      |
| 4   | Edward Nahlik          | 6,5  | 11      |
| 5   | Zygmunt Kloza          | 4    | 8       |
| 6   | Stanisław Kornasiewicz | 6    | 10      |
| 7   | Marek Szpakowski       | 5,5  | 8       |
| J1  | Wojciech Radecki       | 6,5  | 11      |
| W1  | Aleksandra Szpakowska  | 7    | 11      |

## WKSz Legion Warszawa
| Nr. | Name                  | Pkt. | Partien |
| --- | --------------------- | ---- | ------- |
| 1   | Andrzej Filipowicz    | 3    | 7       |
| 2   | Janusz Szukszta       | 6    | 11      |
| 3   | Stanisław Gawlikowski | 6    | 11      |
| 4   | Andrzej Adamski       | 7,5  | 11      |
| 5   | Władysław Litmanowicz | 2,5  | 4       |
| 6   | Natan Borowski        | 6    | 10      |
| 7   | Emanuel Sztejn        | 7    | 11      |
| 8   | Zygmunt Burakowski    | 0,5  | 1       |
| J1  | Władysław Schinzel    | 7,5  | 11      |
| W1  | Mirosława Litmanowicz | 4,5  | 6       |
| W2  | Jolanta Szota         | 2,5  | 3       |
| W3  | Grażyna Piszczyk      | 1    | 2       |

## KKS KS Maraton Warszawa
| Nr. | Name                  | Pkt. | Partien |
| --- | --------------------- | ---- | ------- |
| 1   | Kazimierz Plater      | 7,5  | 11      |
| 2   | Romuald Grąbczewski   | 8    | 11      |
| 3   | Wojciech Zabierzański | 6    |         |
| 4   | J.Załęski             | 6    |         |
| 5   | Bogumił Jarosz        | 0,5  |         |
| 6   | Wiesław Juchimiuk     | 6,5  |         |
| 7   | Tadeusz Dworak        | 0    |         |
| 8   | Marian Filipek        | 2    |         |
| J1  | Bogdan Olejarczyk     | 8    | 11      |
| W1  | Romana Sobolewska     | 5,5  | 11      |

## LKS Pogoń Wrocław
| Nr. | Name                  | Pkt. | Partien |
| --- | --------------------- | ---- | ------- |
| 1   | Zbigniew Doda         | 7,5  | 11      |
| 2   | Władysław Pojedziniec | 3,5  |         |
| 3   | Benedykt Seruś        | 6    |         |
| 4   | Ryszard Wyganowski    | 5    |         |
| 5   | Michał Kowalski       | 6    |         |
| 6   | Erwin Tiberger        | 1,5  |         |
| 7   | Jerzy Koszarski       | 2    |         |
| 8   | Władysław Rudak       | 3,5  |         |
| 9   | Sznajder              | 0,5  |         |
| 10  | Ryszard Pędziński     | 0    |         |
| J1  | Marian Kwieciński     | 7    | 11      |
| W1  | Danuta Samolewicz     | 3    | 11      |

## AKS Chorzow
| Nr. | Name             | Pkt. | Partien |
| --- | ---------------- | ---- | ------- |
| 1   | Ryszard Drozd    | 6,5  |         |
| 2   | Zygmunt Gabryś   | 4    |         |
| 3   | Henryk Fabian    | 5    |         |
| 4   | Henryk Fronczek  | 9    | 11      |
| 5   | Stefan Kempa     | 7,5  | 11      |
| 6   | Czesław Leśnik   | 4    |         |
| 7   | Jerzy Dybała     | 0,5  |         |
| 8   | Józef Wilczek    | 0    |         |
| J1  | Jerzy Jakubiec   | 4,5  |         |
| J2  | Jerzy Krempa     | 1,5  |         |
| W1  | Krystyna Korzuch | 3    |         |

## WKS Flota Gdynia
| Nr. | Name                   | Pkt. | Partien |
| --- | ---------------------- | ---- | ------- |
| 1   | Marian Ziembiński      | 4    |         |
| 2   | Jerzy Dreszer          | 5    |         |
| 3   | Wojciech Święcicki     | 1,5  |         |
| 4   | Stanisław Szczepaniec  | 6,5  | 11      |
| 5   | Bogusław Kruczyński    | 3    |         |
| 6   | Mieczysław Nakonieczny | 6,5  | 9       |
| 7   | Antoni Sieroń          | 1    |         |
| 8   | Gozdowski              | 3    |         |
| J1  | Jerzy Kot              | 7    | 11      |
| W1  | Halina Szpakowska      | 8    | 11      |

## MZKS Pocztowiec Poznań
| Nr. | Name                | Pkt. | Partien |
| --- | ------------------- | ---- | ------- |
| 1   | Włodzimierz Schmidt | 4    | 5       |
| 2   | Adam Mięsowicz      | 5    |         |
| 3   | Przemysław Ereński  | 2,5  | 5       |
| 4   | Adam Nowowiejski    | 4    |         |
| 5   | Czesław Kędziora    | 6,5  | 11      |
| 6   | Lech Tarkowski      | 1,5  |         |
| 7   | Zbigniew Czajka     | 5,5  |         |
| 8   | Gerard Błaszyk      | 2    |         |
| J1  | Henryk Węglowski    | 6    | 11      |
| W1  | Józefa Małolepsza   | 2    | 11      |

## AZS Kraków
| Nr. | Name                   | Pkt. | Partien |
| --- | ---------------------- | ---- | ------- |
| 1   | Jerzy Kostro           | 0    |         |
| 2   | Marek Galewicz         | 5    |         |
| 3   | Andrzej Trzeszczkowski | 6,5  | 11      |
| 4   | Ryszard Serwa          | 0,5  |         |
| 5   | Bronisław Marciszewski | 5,5  |         |
| 6   | Kazimierz Wojtasiewicz | 5    |         |
| 7   | Andrzej Karaś          | 5    |         |
| J1  | Mieczysław Gąsior      | 2    | 9       |
| J2  | Stanisław Biały        | 1    | 2       |
| W1  | Henryka Konarkowska    | 8    | 11      |

## KKS Hetman Wrocław
| Nr. | Name                  | Pkt. | Partien |
| --- | --------------------- | ---- | ------- |
| 1   | Zbigniew Terlecki     | 1    |         |
| 2   | Franciszek Prochownik | 4    |         |
| 3   | Czesław Błaszczak     | 6    |         |
| 4   | Leszek Chrzanowski    | 4,5  |         |
| 5   | Jerzy Stępniewski     | 2,5  |         |
| 6   | Zdzisław Kwaśniewski  | 7    |         |
| 7   | Jerzy Łaszkiewicz     | 2,5  |         |
| 8   | Jankowski             | 0    |         |
| J1  | Tadeusz Drelinkiewicz | 3    | 11      |
| W1  | Henryka Jochelson     | 6,5  | 11      |

## MKS Start Lublin
| Nr. | Name                    | Pkt. | Partien |
| --- | ----------------------- | ---- | ------- |
| 1   | Józef Gromek            | 0    |         |
| 2   | Andrzej Sydor           | 4,5  |         |
| 3   | Zbigniew Jamroz         | 5,5  |         |
| 4   | Zdzisław Wojcieszyn     | 6    |         |
| 5   | Tomasz Murat            | 3    |         |
| 6   | Władysław Słomak        | 3,5  |         |
| 7   | Arkadiusz Kołodziejczyk | 3    |         |
| 8   | Edward Nahlik           | 3    |         |
| J1  | Tadeusz Lipski          | 4,5  | 11      |
| W1  | Lidia Dłuska            | 3    | 11      |

## WKS Gwardia Warszawa
| Nr. | Name                | Pkt. | Partien |
| --- | ------------------- | ---- | ------- |
| 1   | Stefan Witkowski    | 5,5  |         |
| 2   | Kazimierz Makarczyk | 5,5  |         |
| 3   | Feliks Przysuski    | 6,5  | 11      |
| 4   | Filochowski         | 1,5  |         |
| 5   | Jan Danielak        | 2,5  |         |
| 6   | Waldemar Kurowski   | 0,5  |         |
| 7   | Jerzy Wietrzykowski | 1    |         |
| 8   | Ryszard Filutowski  | 0    |         |
| J1  | Leszek Rakowski     | 0,5  | 11      |
| W1  | Mirosława Matyka    | 3,5  | 11      |